# Carl Sandburg
Carl August Sandburg (6 tháng 1 năm 1878 - 22 tháng 7 năm 1967) là một nhà thơ, nhà văn, nhà thư mục, người sưu tầm văn hóa dân gian Mỹ. Ông được coi là một nhà thơ lớn của Mỹ trong thế kỉ 20.

## Tiểu sử
Carl Sandburg sinh ở Galesburg, Illinois trong một gia đình nhập cư người Thụy Điển. Thời trẻ phải làm rất nhiều nghề để kiếm sống. Năm 1898 tham gia đoàn tình nguyện trong Chiến tranh Tây Ban Nha – Mỹ, đi sang Puerto Rico. Khi trở về, học trường Lombard College ở Galesburg. Ở đây ông bắt đầu in những bài thơ đầu tiên. Năm 1902 ông bắt đầu làm báo và tham gia hoạt động chính trị. Năm 1913 Sandburg chuyển đến Chicago, cộng tác với các báo Chicago Daily News và The Day Book. Cũng trong thời gian này thường xuyên in thơ ở tạp chí Thơ và trở thành một nhà thơ nổi tiếng của nước Mỹ.
Ngoài thơ ca, sự nghiệp văn xuôi của Sandburg cũng rất đồ sộ. Ông đặc biệt nổi tiếng với các tập sách viết về Abraham Lincoln, về chiến tranh và các tập sách biên soạn, sưu tầm những bài hát của dân gian. Carl August Sandburg được tặng giải Pulitzer cho tác phẩm lịch sử và giải Grammy.

## Tác phẩm
- Chicago Poems (Những bài thơ Chicago, 1916), thơ
- Cornhuskers (Người thu hoạch ngô, 1918), thơ
- Chicago Race Riots (Những cuộc bạo loạn sắc tộc ở Chicago: Walter Lippmann viết lời giới thiệu, 1919), văn xuôi
- Smoke and Steel (Khói và thép, 1920), thơ
- Rootabaga Stories (Những câu chuyện Rootabaga, 1920), tập truyện thiếu nhi (8 truyện)
- Rootabaga Pigeons (Bồ câu Rootabaga, 1923), truyện thiếu nhi
- Selected Poems (Thơ tuyển. 1926), thơ
- Abraham Lincoln: The Prairie Years (Abraham Lincoln: Những năm thơ ấu, 1926)
- The American Songbag (Túi bài ca nước Mỹ, 1927), thơ dân gian
- Songs of America (Những bài ca của nước Mỹ, 1927), thơ dân gian
- Good Morning, America (Chào nước Mỹ, 1928), thơ
- Early Moon (Trăng non, 1930), thơ
- Potato Face (Gương mặt khoai tây, 1930), truyện thiếu nhi
- Mary Lincoln: Wife and Widow (Mary Lincoln: Người vợ và goá phụ, 1932), sách tiểu sử
- The People, Yes (Nhân dân, Vâng, 1936), thơ
- Abraham Lincoln: The War Years (Abraham Lincoln: Những năm chiến tranh, 1939), sách tiểu sử
- Remembrance Rock (Đá của ký ức, 1948), tiểu thuyết
- The New American Songbag (Túi bài ca mới của nước Mỹ, 1950), thơ dân gian
- Complete Poems (Tuyển tập thơ, 1950), thơ
- Always the Young Strangers (Mãi mãi là những người xa lạ trẻ trung, 1953), tự truyện
- Selected poems of Carl Sandburg (Thơ tuyển, Rebecca West hiệu đính, 1954), thơ